# 勒韦尔苏
勒韦尔苏（法語：Le Versoud，法語發音：[lə vɛʁsu] ⓘ）是法国伊泽尔省的一个市镇，属于格勒诺布尔区。

## 地理
勒韦尔苏（45°12'57"N, 5°51'44"E）面积6.35 平方千米，位于法国奥弗涅-罗讷-阿尔卑斯大区伊泽尔省，该省份为法国东南部内陆省份，北起顺时针与安省、萨瓦省、上阿尔卑斯省、德龙省、阿尔代什省、卢瓦尔省和罗讷省。
与勒韦尔苏接壤的市镇（或旧市镇、城区）包括：拉孔布德朗塞、多梅讷、圣伊米耶、旧圣让、维拉尔博诺、勒韦勒。

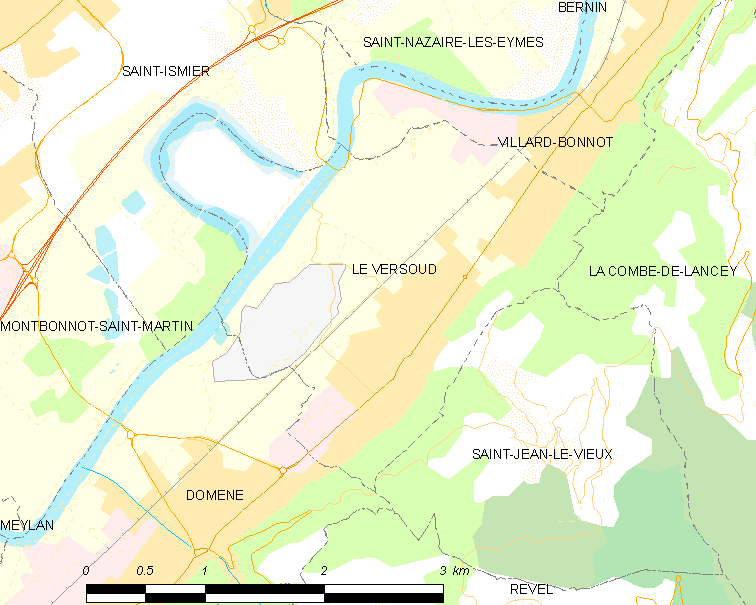
勒韦尔苏的OSM定位图

勒韦尔苏的时区为UTC+01:00、UTC+02:00（夏令时）。

## 行政
勒韦尔苏的邮政编码为38420，INSEE市镇编码为38538。

## 政治
勒韦尔苏所属的省级选区为中格雷西沃当县。

## 人口

1962-2008年间勒韦尔苏人口变化图示

勒韦尔苏于2022年1月1日时的人口数量为4940人。